# Judy Grinham
Judith Brenda Grinham, coniugata Rowley e, successivamente, Roe, detta Judy (Neasden, 5 marzo 1939), è un'ex nuotatrice britannica.
Specializzata nel dorso, ha vinto la medaglia d'oro nei 100 m ai Giochi olimpici di Melbourne 1956. Ha gareggiato anche in gare di stile libero, vincendo anche un bronzo agli Europei di nuoto.
È una dei Membri dell'International Swimming Hall of Fame.
È stata primatista mondiale sulle distanze dei 100 m dorso e della staffetta 4x100 m mista.

## Palmarès
- Olimpiadi

Melbourne 1956: oro nei 100 m dorso.
- Europei di nuoto

1958 - Budapest: oro nei 100 m dorso e bronzo nei 100 m sl.
- Giochi dell'Impero e del Commonwealth Britannico

1958 - Cardiff: oro nei 100 yd dorso e bronzo nella staffetta 4x110 yd sl (per l' Inghilterra).